# Hanf (Bankiersfamilie)

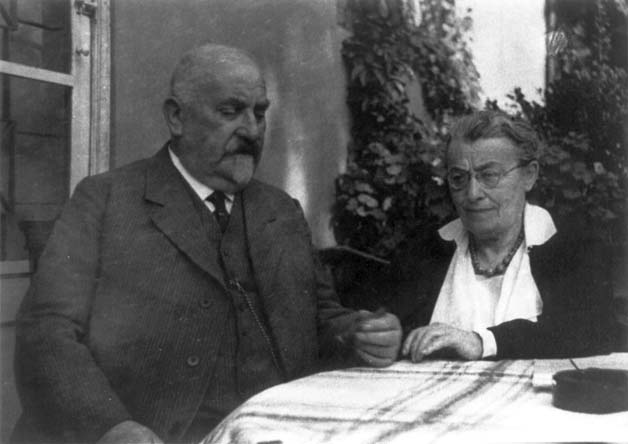
Moritz und Rebecca Hanf

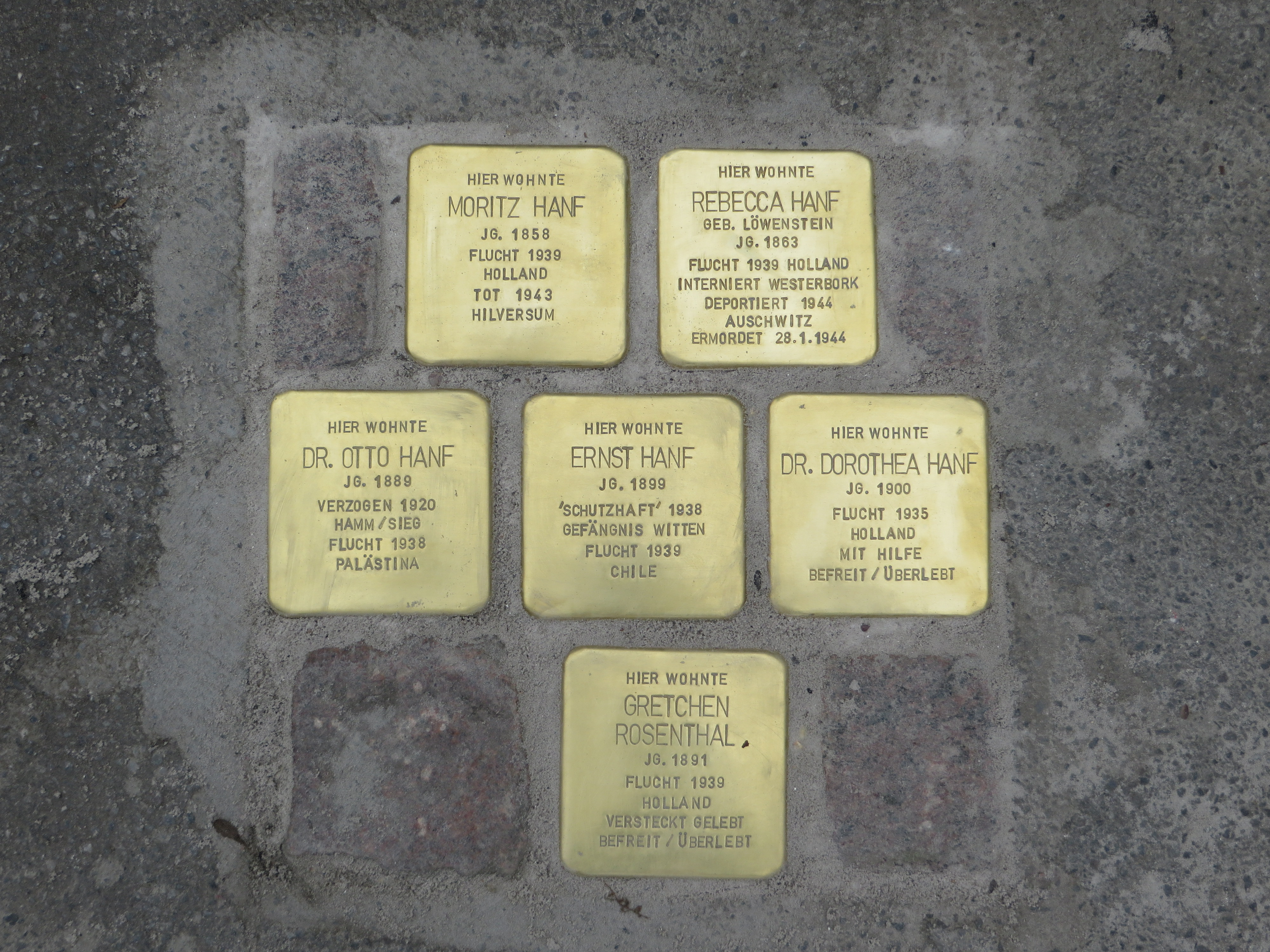
Stolpersteine

Die Familie Hanf ist eine Unternehmer- und Bankiersfamilie, die in Witten lebte.
Salomon Hanf (1823–1881) absolvierte eine kaufmännische Ausbildung bei Joseph Marx, einem Kaufmann in Herdecke, und gründete das Bankhaus Hanf in Witten. Er gilt als Finanzpionier des Ruhrbergbaus. Er war mit Friederike, geb. Marx, verheiratet. Sie lebten in der Poststraße 3 in Witten. Das Bankhaus ging 1903 in der Westfälisch Lippischen Vereinsbank AG auf.
Deren Sohn Moritz Hanf (geboren am 21. Dezember 1858) war ein Bankier und übernahm die Bank seines Vaters. Er war zudem Zechenbesitzer. Die Villa Hanf konnten er, seine Frau Rebecca und deren Kinder 1903 beziehen. In der Nacht vom 9. auf den 10. November 1938 wurde das Haus von den Nationalsozialisten verwüstet, während sich die Eheleute im Keller verstecken konnten. Der Sohn Ernst Hanf wurde aus dem Bett gezerrt und im Schlafanzug durch die Stadt zur Synagoge getrieben. Feuerwehrleute konnten verhindern, dass er in die brennende Synagoge Witten gestoßen wurde. Zwei Monate später konnte Hanf mit seiner Frau zu Verwandten in die Niederlande flüchten. Er verstarb am 5. Mai 1943 in Hilversum. Er wurde auf dem Nordfriedhof bestattet.
Rebecca Hanf geb. Löwenstein wurde am 20. Februar 1863 in Iserlohn geboren. Ihre Familie Löwenstein-Porta war seit 1648 in Westfalen ansässig. Ihr Vater Isaac Löwenstein führte die Geschäftsbank Wallach&Emanuel. Sie zog, nach ihrer Heirat mit ihrem Cousin Moritz Hanf am 4. Oktober 1885, nach Witten und lebte mit ihm im Haus dessen Eltern, dann 1903 in der Villa Hanf. Sie war eine Kunst- und Kulturförderin, sie engagierte sich in der ehrenamtlichen Sozialarbeit und in der bürgerlichen Frauenbewegung. Sie war jahrzehntelang Vorsitzende des Jüdischen Frauenvereins, sie war Mitinitiatorin und Mitarbeiterin der 1906 in der Stadt gegründeten Rechtsschutzstelle für Frauen und Mädchen und Vorstandsmitglied des 1902 gegründeten überkonfessionellen Vereins Frauenwohl in Witten, der 1911 die Auskunftsstelle über Berufswahl und Ausbildungsangelegenheiten für Frauen eröffnete, in der sie gemeinsam mit der Wittener Politikerin und Frauenrechtlerin Martha Dönhoff einmal in der Woche Frauen beriet. Nach Ende des Ersten Weltkriegs initiierte sie eine Nachbarschaftshilfe in Witten, die sich um verarmte Kriegshinterbliebene kümmerte. In der Villa veranstaltete sie Hausmusikabende und philosophische Gesprächskreise. Sie war eine Anhängerin Kants und korrespondierte mit namhaften deutschen Philosophen wie Ernst Marcus und Salomo Friedländer. Gelegentlich schrieb sie für das Wittener Tageblatt. Rebecca Hanf wurde am 10. Juni 1943 von den Nationalsozialisten in den Niederlanden festgenommen und über das Sammellager Westerbork am 25. Januar 1944 nach Auschwitz deportiert, wo sie am 27. Januar 1944 zusammen mit 688 Deportierten in der Gaskammer ermordet wurde. Heute ist eine Straße in Witten nach Rebecca Hanf benannt. Der örtliche Lions Club benannte sich nach ihr.
Von den acht Kindern von Rebecca und Moritz Hanf starben zwei im Säuglingsalter.
Solomon Hanf (geboren 18. Juli 1886) kam am 12. April 1918 als Vizefeldwebel in Frankreich um.
Otto Hanf (geboren 24. Februar 1889), Ingenieur, verzogen 1920 nach Hamm/Sieg, floh 1938 nach Palästina. Er verstarb am 14. Februar 1982 in Haifa.
Sophie Hanf wurde am 10. August 1891 geboren. Sie ging nach den Vereinigten Staaten.
Louise Hanf (geboren 26. Mai 1893), verstarb am 20. August 1937 in Limburg.
Ernst Hanf (geboren 23. März 1899) kam 1938 in Schutzhaft 1938. Er war im Gefängnis in Witten. Er floh 1939 nach Chile. Er verstarb in der Schweiz.
Friederike Dorothea Hanf (geboren 20. März 1900) floh 1935 nach Holland. Mit Hilfe anderer überlebte sie den Holocaust.
Moritz Hanfs Bruder Ludwig Hanf (geboren 9. Januar 1863 in Witten; verstorben 21. Januar 1945 in Bergen-Belsen) war ebenfalls Bankier. Er und seine Frau Sara Sophia Spanjaard (geboren 5. August 1875 in Borne, Niederlande, verstorben 30. April 1943 in Westerbork) wurden Opfer des Holocaust. Deren Tochter Friederike Elisabeth Berg geb. Hanf (geboren 6. Juni 1895 in Witten; verstorben 2. Mai 1945 in Tröbitz) starb wenige Tage nach der Befreiung aus der Gefangenschaft an Fleckfieber. Die andere Tochter Dina Henriette Hanf (geboren 2. Februar 1904 in Witten; verstorben 15. September 2000 in Vevey, Schweiz) überlebte.
Moritz Hanfs Bruder Joseph Hanf (geboren 4. Januar 1865 in Witten, verstorben 25. Januar 1945 in Vught) hatte mehrere Kinder. 
Dessen Sohn Robert Hanf (geboren 25. November 1894, verstorben 1944) war Künstler. Er wurde in den Niederlanden verhaftet und in Auschwitz ermordet.
Moritz Hanfs Schwester Nettchen Hanf (geboren 25. Juni 1860 in Witten, verstorben 15. November 1940 in Rotterdam) war mit Jacob van Cleeff verheiratet und lebte in den Niederlanden.